# Laccophilus brownei
Laccophilus brownei är en skalbaggsart som beskrevs av Guignot 1947. Laccophilus brownei ingår i släktet Laccophilus och familjen dykare. Inga underarter finns listade i Catalogue of Life.